# Thalictrum decipiens
Thalictrum decipiens är en ranunkelväxtart som beskrevs av B. Boiv.. Thalictrum decipiens ingår i släktet rutor, och familjen ranunkelväxter. Inga underarter finns listade i Catalogue of Life.